# Квантен, Аврора фон
Аврора Магдалена фон Квантен, урождённая Эрнберг (швед. Aurora Magdalena von Qvanten; 12 сентября 1816, Питео — 30 марта 1907, Стокгольм) — шведская писательница, переводчица и художница.

## Биография и творчество
Аврора Магдалена Эрнберг родилась в 1816 году в Питео. Её родителями были мэр города Карл Якоб Эрнберг и его жена Хелена Катарина Дегерман. В 1853 году Аврора вышла замуж за Эмиля фон Квантена, писателя, публициста и библиотекаря короля Карла XV. Он принадлежал к знатному финскому роду, а в 1853 году стал подданным Швеции. Детей у супругов не было.
Оба супруга занимались литературной деятельностью. Первые свои произведения Аврора фон Квантен опубликовала анонимно в 1856 году. Это были два сборника рассказов для детей: «Smått och gott» и «När och fjerran: roande berättelse för barn från nio till fjorton års ålder». Она также писала статьи для журналов и занималась переводами, в том числе произведений Джордж Элиот и Марии-Луизы Раме. Её переводы французских пьес и оперетт ставились в театрах. Для ряда статей и переводов она использовала псевдоним Turdus Merula — латинское название чёрного дрозда. Самой известной её переводческой работой является перевод на шведский язык «Тысячи и одной ночи», сделанный по немецкому изданию Густава Вейля (существовавший ранее шведский перевод был выполнен с английского издания Эдварда Лейна). Помимо сочинительства и переводов, Аврора фон Квантен также занималась живописью и написала, в частности, портрет певицы Йенни Линд.
В конце жизни супруги фон Квантен, из-за начавшихся у Эмиля проблем со здоровьем, уехали в Италию, на Капри. Эмиль фон Квантен умер в 1903 году. Аврора фон Квантен вернулась в Стокгольм, где и умерла в 1907 году.